# Lycée Pape-Clément
Le lycée Pape Clément est un lycée public d'enseignement général et technologique situé à Pessac, près de Bordeaux. Il propose des enseignements secondaires et supérieurs.

## Situation géographique
Le lycée est situé dans le quartier Le Monteil de Pessac, à proximité des vignes du château Pape Clément.

## Accès
L'entrée principale se situe rue Léo Lagrange. Deux garages fermés sont à disposition des élèves et du personnel, l'un pour les vélos, l'autre pour les motos et scooters. Un parking à entrée libre est à disposition devant Le Galet ; un autre est spécialement pour le personnel, de l'autre coté de la rue.
Le lycée est accessible via les lignes 24, 77 et 78 du réseau Transports Bordeaux Métropole (TBM). La liane 1 est également à proximité, avenue Pasteur.

## Classement du lycée
En 2015, le lycée se classe 23e sur 46 au niveau départemental en matière de qualité d'enseignement, et 1525e au niveau national. 
Le classement s'établit sur trois critères : le taux de réussite au bac, la proportion d'élèves de terminales qui obtiennent le baccalauréat en ayant fait les deux dernières années de leur scolarité dans l'établissement, et la valeur ajoutée (calculée à partir de l'origine sociale des élèves, de leur âge et de leurs résultats au diplôme national du brevet).

## Les enseignements

### Les enseignements secondaires
L'établissement propose 9 options facultatives, dont une section AbiBac (seul établissement le préparant en Gironde).
2 filières technologiques (STI2D et STMG) et toutes les spécialités sont présentes, à l'exception de l'EPPCS (éducation physique, pratiques et culture sportives).

### Les enseignements supérieurs
En ce qui concerne le post-bac, le lycée propose deux formations en BTS : BTS Systèmes électroniques et BTS technico-commercial.

## «Le Galet»
Le lycée est accolé à une salle polyvalente nommée « Le Galet », un amphithéâtre de 386 places pouvant faire office de salle de spectacle ou de conférences. Il partage l'utilisation du Galet avec la ville de Pessac. 